# Férfi 10 méteres szinkronugrás a 2015-ös mű- és toronyugró-Európa-bajnokságon
A 2015-ös mű- és toronyugró-Európa-bajnokságon a férfi szinkron 10 méteres toronyugrás versenyszámát június 14-én rendezték meg a Neptun Swimming Poolban.
A versenyszámot az Európa-bajnokságok 2008 óta veretlen német párosa, Patrick Hausding és Sascha Klein nyerte, míg a második helyen – 22,26 pontkülönbséggel – az orosz Roman Izmajlov, Viktor Minyibajev kettős végzett, a bronzérmet pedig az ukrán Makszim Dolgov, Olekszandr Horskovozov duó szerezte meg.

## Versenynaptár
Az időpontok helyi idő szerint olvashatóak (GMT +01:00).
| Dátum                      | Időpont | Forduló   |
| -------------------------- | ------- | --------- |
| 2015. június 14., vasárnap | 10:00   | Selejtező |
| 2015. június 14., vasárnap | 14:00   | Döntő     |

## Eredmény
| # | Versenyző                             | Ország                   | Selejtező | Selejtező | Döntő  | Döntő   |
| # | Versenyző                             | Ország                   | Pontok    | Rangsor   | Pontok | Rangsor |
| - | ------------------------------------- | ------------------------ | --------- | --------- | ------ | ------- |
|   | Patrick Hausding Sascha Klein         | Németország (GER)        | 429,30    | 3         | 458,10 | 1       |
|   | Roman Izmajlov Viktor Minyibajev      | Oroszország (RUS)        | 437,55    | 1         | 435,84 | 2       |
|   | Makszim Dolgov Olekszandr Horskovozov | Ukrajna (UKR)            | 429,54    | 2         | 430,26 | 3       |
| 4 | Vadzim Kaptur Yauheni Karaliou        | Fehéroroszország (BLR)   | 374,22    | 4         | 402,18 | 4       |
| 5 | James Denny Matthew Lee               | Egyesült Királyság (GBR) | 371,34    | 5         | 400,44 | 5       |
| 6 | Francesco Dell’Uomo Maicol Verzotto   | Olaszország (ITA)        | 320,52    | 6         | 389,28 | 6       |